# Lars-Erik Fälth
Lars-Erik Fälth, folkbokförd Lars-Erik Arne Fält, född 4 augusti 1951 i Lommaryds församling i Jönköpings län, är en svensk centerpartistisk politiker. Han var kommunstyrelseordförande i Aneby kommun i Småland från 2002 till 2018 och är kommunfullmäktigeordförande sen 2019. Han var också ledamot i regionförbundet och i Höglandets kommunalförbund.
Han efterträddes som kommunstyrelseordförande av Beata Allen (C).
Fälth är sedan 1980 gift med Maria Jakobsson (född 1959).

## Utmärkelser
- H.M. Konungens medalj i guld av 8:e storleken med Serafimerordens band (Kong:sGM8mserafb 2021) för framstående kommunalpolitiska insatser[3]